# Regius Chair of Law (Glasgow)
Der Regius Chair of Law ist eine 1712 an der University of Glasgow eingeführte Professur für Common Law. 1713 wurde die Professur durch Queen Anne zur Regius Professur erklärt.

## Professoren
| Name                     | Namenszusatz | von  | bis   | Anmerkung |
| ------------------------ | ------------ | ---- | ----- | --- |
| William Forbes           |              | 1714 | 1745  | Forbes hatte vermutlich in St. Andrews und in Leiden studiert und überarbeitete als erster Professor die von James Dalrymple verfassten Institutes of the Law of Scotland. |
| William Cross            |              | 1746 | 1750  | |
| Hercules Lindsay         |              | 1750 | 1761  | |
| John Millar              |              | 1761 | 1800  | |
| Robert Davidson          |              | 1801 |       | |
| Allan Maconochie         |              | 1842 |       | |
| George Skene             |              | 1855 |       | |
| Robert Berry             |              | 1867 | 1887  | |
| Alexander Moody Stuart   |              | 1887 | 1905  | |
| William Gloag            |              | 1905 | 1934  | |
| Andrew Dewar Gibb        |              | 1934 | 1958  | |
| David Walker             |              | 1958 | 1990  | |
| Joeseph McGeachy Thomson | LL.B         | 1991 | 2005  | |
| James Peter Chalmers     |              | 2012 | heute | |